# Kleos
La parola Kleos (in greco antico: κλέος?) è una parola del greco antico, spesso tradotta in "fama" o "gloria". La parola Kleos è legata ad un'altra, Klyo (κλύω, dal greco "ascoltare"), il cui significato implicito si sintetizza nell'espressione "ciò che gli altri sentono dire di te". Un eroe greco ottiene dunque il Kleos solo attraverso gesta gloriose, o addirittura con la sua stessa morte.
Il Kleos si trasferisce sempre di padre in figlio; il discendente ha la responsabilità di portare avanti e consolidare la "gloria" del padre. Per portare degli esempi, il Kleos è una delle ragioni alla base del continuo rifiuto di Penelope nei confronti dei suoi pretendenti. Essa funge inoltre da giustificazione per Medea, che uccise i suoi figli proprio per spezzare il Kleos del marito Giasone.
Il Kleos è uno dei temi comuni dell’Iliade e l’Odissea di Omero.
In questi poemi epici il Kleos è uno status a cui ambire. Il Kleos di Ulisse ad esempio, è parallelamente motivo di onore e timore per il figlio Telemaco, il quale teme di vedere la sua preziosa eredità spezzarsi con una pietosa morte del padre in mare (anziché una più gloriosa caduta sul campo di battaglia). Nell'Iliade il Kleos è guadagnato dagli eroi combattendo sul campo (ad Esempio Ettore prima di morire contro Achille), mentre nell'Odissea esso rappresenta idealmente gli onori ricevuti da Ulisse al momento del ritorno, dopo la decennale ricerca della sua Itaca.
Il concetto di Kleos è spesso correlato a quello di Aidos (il senso del dovere).
Con l'emersione della polis, nel periodo classico della storia greca, che si colloca dopo la cosiddetta "età buia" (che va dal 1000 al 750 a.C.), l'etica del guerriero omerico si trasforma in un ethos in cui la città-stato va a sostituire l'individuo che simboleggiava la virtù come ideale. Essendo spostato quindi l'accento dalla virtù individuale alla collettività, l'obiettivo di un oplita della polis in quest'epoca, diventa quello di guadagnare un Kleos per la sua città natale e nel contempo portare in alto l'onore sulla sua famiglia.

## Etimologia
Il termine greco Kleos deriva forse dal termine ḱlewos probabilmente originario della Lingua protoindoeuropea, che esprimeva un concetto simile nella PIE: in un'era e in quelle società protoindoeuropee e indoeuropee in cui non esisteva un concetto di continuazione dell'individualità dopo la fine della vita, l'unica speranza era quella di raggiungere questo stato di *ḱlewos *ndhgwhitom, enunciato traducibile come "fama che non decade". Traducendo non letteralmente Bruce Lincoln (insegnante di "Storia delle Religioni" all'Università di Chicago), "in un Universo dove la materia impersonale esiste per sempre, mentre l'esistenza personale si estingueva alla morte, il più che poteva sopravvivere di quest'essere era una voce, una reputazione. Per questo il desiderio di immortalità - condizione propria solo degli dei ed antitetica all'esistenza umana - era affidato solo ai poeti e alla poesia".
La parola Kleos ha vocaboli affini in sanscrito श्रवस्, in avestico 𐬯𐬭𐬀𐬬𐬀𐬵, in armeno  լու, in antico slavo ecclesiastico слово e nell'antica lingua irlandese clú.